# Otar Khizaneishvili
Otar Khizaneishvili (in georgiano ოთარ ხიზანეიშვილი?; Tbilisi, 26 settembre 1981) è un ex calciatore georgiano, di ruolo difensore.

## Carriera

### Club
Ha giocato nella massima serie dei campionati georgiano, russo, tedesco e kazako, e nella seconda divisione tedesca.

### Nazionale
Tra il 1999 e il 2007, ha giocato 20 partite con la nazionale georgiana.

## Palmarès

### Club

#### Competizioni nazionali
- Campionato georgiano: 3

Dinamo Tbilisi: 1998-1999, 2002-2003, 2012-2013
- Campionato russo: 2

Spartak Mosca: 2000, 2001
- Coppa di Georgia: 3

Dinamo Tbilisi: 2002-2003, 2003-2004, 2012-2013